# Psammascidia
Psammascidia is een monotypisch geslacht van zakpijpen (Ascidiacea) uit de familie van de Ascidiidae en de orde Phlebobranchia.

## Soort
- Psammascidia teissieri Monniot F., 1962